# Traton
Traton SE è un'azienda tedesca, parte del gruppo Volkswagen, che produce veicoli commerciali attraverso le controllate MAN Truck & Bus, Scania, Navistar e Volkswagen Truck & Bus.
Traton è quotata presso la Borsa di Francoforte nell'indice SDAX, con la previsione di passare all'indice MDAX a partire dal 24 giugno 2024, e presso la Borsa di Stoccolma

## Storia
Volkswagen, già azionista di maggioranza di Scania, a partire dal 2006 ha iniziato la sua scalata per il controllo di MAN, conclusa col pieno controllo sia di MAN che di Scania nel 2014. Nel 2015 è stata quindi creata Volkswagen Truck & Bus GmbH, per unificare i marchi MAN, Scania e la divisione Volkswagen latinoamericana di autobus e camion (Volkswagen Caminhões e Ônibus), poi ribattezzata Traton nel 2018.
Nel 2017 l'azienda entra nel capitale sociale della statunitense Navistar con la quota del 16,6%, arrivando al pieno controllo dell'azienda nel 2021, mentre nel 2018 ha implementato la partnership con l'azienda cinese CNHTC, ereditata dalla partecipazione di MAN nella joint venture Sinotruk.